# Mayaimi

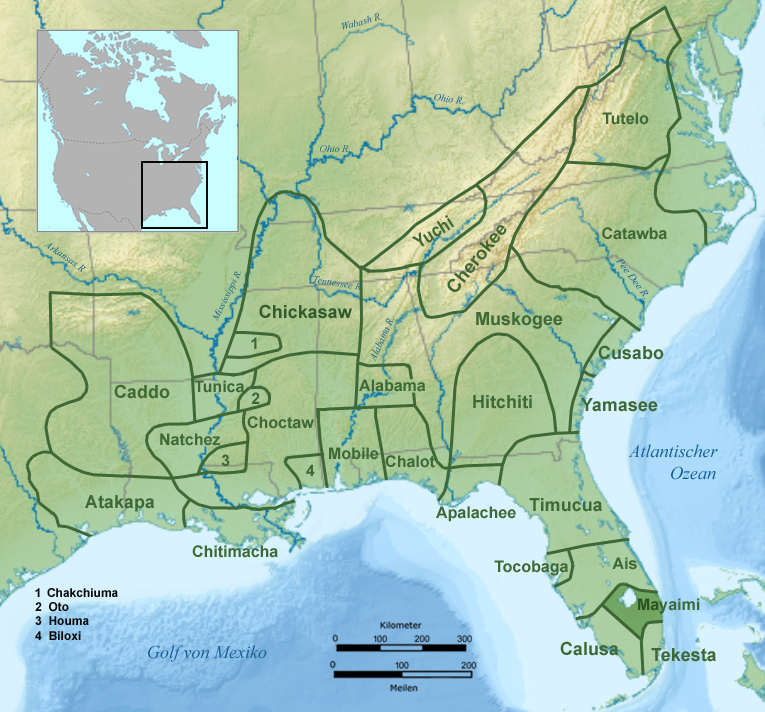
Stammesgebiet der Mayaimi im 16. Jahrhundert.

Die Mayaimi, Maymi, auch Maimi waren ein Indianerstamm Nordamerikas, der zur Zeit des europäischen Kontakts ein Gebiet rund um den Lake Mayaimi (Lake Okeechobee) im südlichen Florida bewohnte. Wie die übrigen Ureinwohner Floridas litten auch die Mayaimi unter eingeschleppten europäischen Krankheiten und gelten seit etwa 1750 als ausgestorben. Die Mayaimi sollten nicht mit den weder ethnisch noch sprachlich verwandten Miami (Myaamiaki) verwechselt werden, die südlich des Lake Michigan lebten.

## Wohngebiet und Namen
Das Stammesgebiet der Mayaimi umfasste das gesamte Ufer, sowie die weitere Umgebung rund um den Lake Okeechobee, der früher Lake Mayaimi hieß. Sie lebten dort von mindestens 200 n. Chr. bis etwa 1750 n. Chr. Die Herkunft der Sprache konnte bisher nicht bestimmt werden, da nur zehn Wörter und deren Bedeutung vor ihrem Aussterben überliefert wurden. Der heutige Name des Lake Okeechobee stammt aus der Hitchiti-Sprache und bedeutet Großes Wasser. Die Stadt Miami wurde nach dem Miami River benannt, dessen Name jedoch auf den Lake Mayaimi zurückgeführt wird.

## Geschichte
In der Zeit von 200 n. Chr. bis 1150 n. Chr. lebten die Vorfahren der Mayaimi in einer hochentwickelten Gesellschaft mit zahlreichen Städten, die durch Kanäle und Dämme miteinander verbunden waren. Sie errichteten künstliche Erdhügel, die sogenannten Mounds, die rund um den See verteilt waren und sowohl für zeremonielle Zwecke als auch für Beerdigungen genutzt wurden. Die Mayaimi-Kultur brach um 1150 n. Chr. zusammen, die Ursache dafür konnte allerdings bis heute nicht geklärt werden.
Der Spanier Hernando de Escalante Fontaneda war ein Überlebender eines untergegangenen Schiffs vor der Küste Floridas. Er lebte siebzehn Jahre lang unter den Indianerstämmen Floridas und gilt aufgrund seiner 1575 geschriebenen Memoiren als beste Quelle für die untergegangene Kultur der dortigen Ureinwohner. Über die Mayaimi schrieb er, sie wohnten in zahlreichen Siedlungen mit dreißig bis fünfzig Einwohnern oder sogar vielen kleineren Orten mit nur wenigen Bewohnern. Sie ernährten sich von Fischen aus dem See und Wild aus dessen Umgebung. Zum Fischen benutzten sie Netze und zum Jagen Pfeil und Bogen. Sie fingen Barsche und Aale und jagten Alligatoren, Opossums, Schlangen und Schildkröten. Sie mahlten Coontie, das heißt Mehl aus den Wurzeln des Zamia pumila. Bei Hochwasser zogen sie sich auf die abgeflachten Spitzen der Mounds zurück und lebten in dieser Zeit ausschließlich vom Fischfang.
Zu Beginn des 18. Jahrhunderts drangen wiederholt weiße Sklavenjäger mit Unterstützung dortiger Indianerstämme in das Gebiet der Mayaimi ein. Sie brannten die Dörfer nieder, töteten die meisten der erwachsenen Männer und verschleppten Jugendliche und junge Frauen, um sie auf Sklavenmärkten in South Carolina zu verkaufen. 1710 kam eine große Gruppe von rund 280 geflüchteten Mayaimi einschließlich des Kaziken in Kuba an. Im Jahr 1738 hatten die Mayaimi zu ihrem Schutz ein Fort an der Küste südlich von Cape Canaveral errichtet. Spanische Missionare an der Biscayne Bay berichteten, dass sie Überlebende der Mayaimi in einer Gruppe von etwa 100 Ureinwohnern, darunter auch Santaluzos und Mayaca, gesichtet hätten. Einige Mitglieder dieser Gruppe wurden von den Spaniern nach Kuba evakuiert, als sie Florida nach dem verlorenen Krieg an Großbritannien abgeben mussten. Andere versprengte Gruppen der Mayaimi flüchteten ins Landesinnere und schlossen sich den Seminolen an. Die Mayaini gelten seit etwa 1750 als ausgestorben.